# Baitadi (dystrykt)

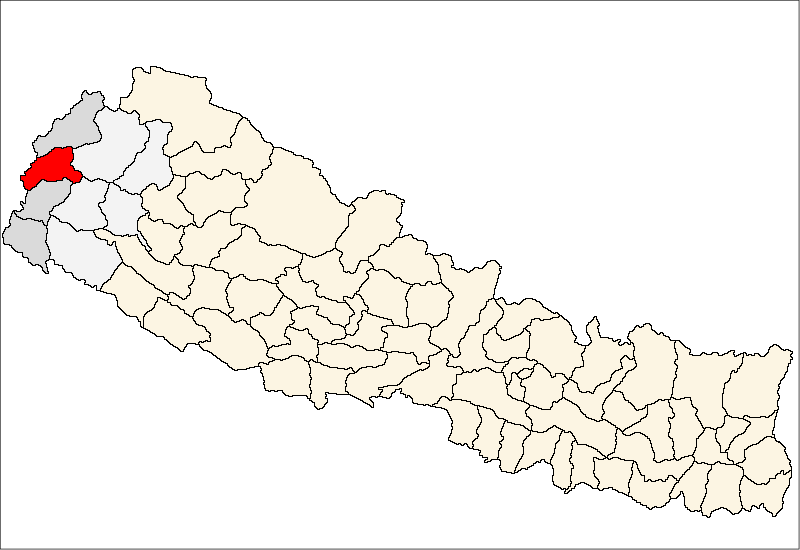
Dystrykt Baitadi

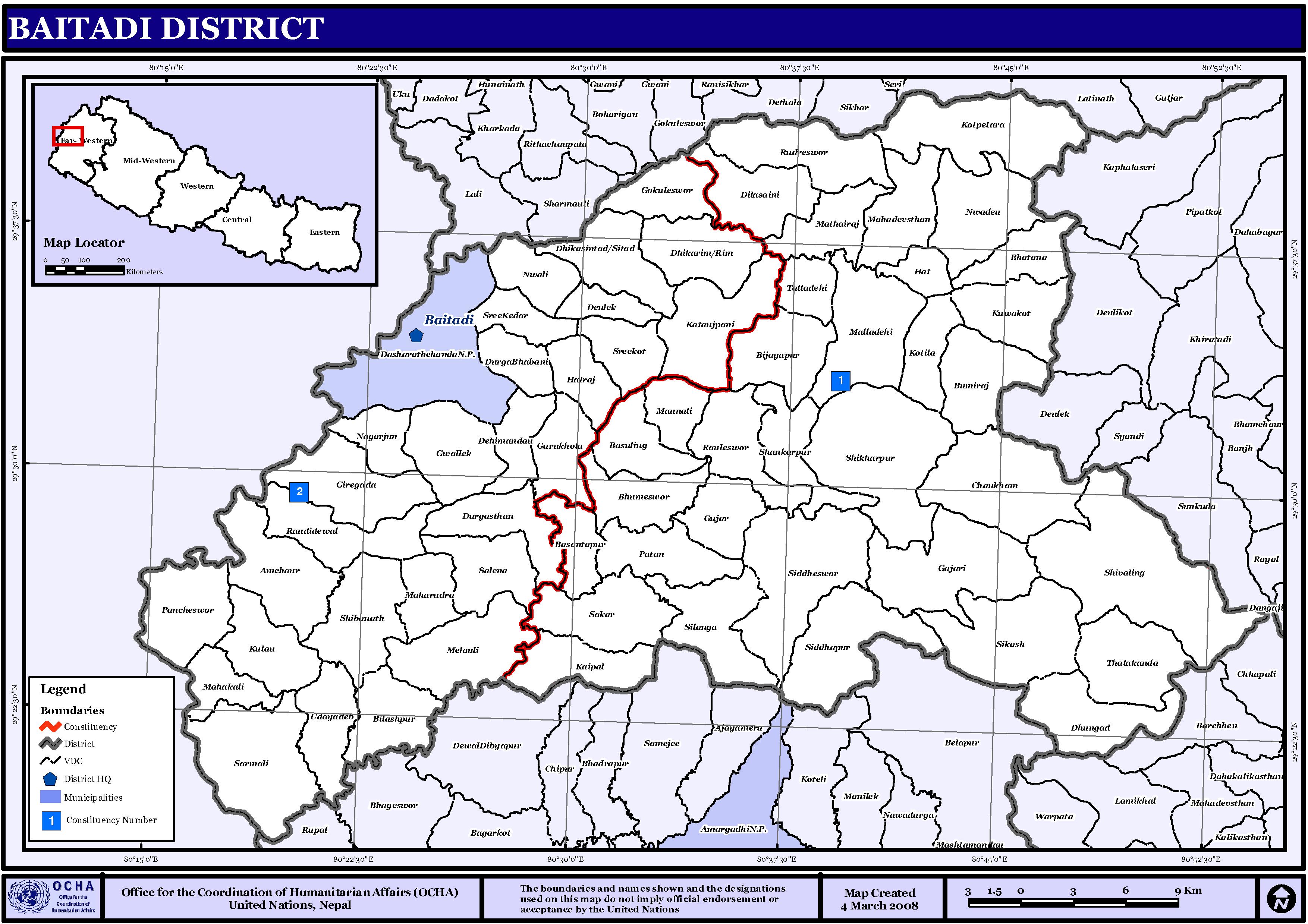
Dystrykt Baitadi

Dystrykt Baitadi (nep. बैतडी) – jeden z siedemdziesięciu pięciu dystryktów Nepalu. Leży w strefie Mahakali. Dystrykt ten zajmuje powierzchnię 1519 km², w 2001 r. zamieszkiwało go 234 418 ludzi. Stolicą jest Baitadi.